# Féy
Féy (Duits: Busch in Lothringen) is een gemeente in het Franse departement Moselle (regio Grand Est) en telt 580 inwoners (2004). De plaats maakt deel uit van het arrondissement Metz.

## Geografie
De oppervlakte van Féy bedraagt 5,7 km², de bevolkingsdichtheid is 101,8 inwoners per km².
De onderstaande kaart toont de ligging van Féy met de belangrijkste infrastructuur en aangrenzende gemeenten.

## Demografie
Onderstaande figuur toont het verloop van het inwonertal (bron: INSEE-tellingen).